# Fontaine de l'éléphant
Pour les articles homonymes, voir Fontaine de l'éléphant (homonymie).
La Fontaine de l'éléphant (en italien, Fontana dell'Elefante) est un monument construit entre 1735 et 1737 par l'architecte Giovanni Battista Vaccarini. Elle est située au centre de la Piazza del Duomo à Catane. Son élément principal est une statue de basalte, qui représente un éléphant noir, communément appelé u Liotru que l'on retrouve sur l'emblème de la ville en Sicile.

## Présentation
La base est formée par un socle de marbre blanc au centre d'une cuve, également en marbre, dans lequel tombent les jets d'eau qui s'échappent du sous-sol. Au-dessus se trouve la statue de l'éléphant, qui fait face à la cathédrale de Sant'Agata.  
Cette statue est de la période romaine et est composée de plusieurs blocs de lave assemblés. Sur les côtés de l'éléphant tombe un manteau de marbre sur lequel sont gravées les armes d'Agathe de Catane, la sainte patronne de Catane.
Sur le dos de l'animal se trouve un obélisque de 3,66 mètres de haut en granite, hypothétiquement de Syène, qui est décoré avec des figures de style égyptien ne constituant pas de réels hiéroglyphes.
Sur le sommet de l'obélisque est monté un globe, entouré d'une couronne de feuilles de palmiers et d'oliviers (certaines sources font état des palmiers et de lys), puis une tablette de métal sur laquelle est gravée une inscription dédiée à sainte Agathe (« MSSHDPL Un esprit sain et sincère pour l'honneur de Dieu et la libération de son pays »), et une croix.
L'éléphant surmonté d'un obélisque rappelle le groupe comparable érigé en 1667 sur la place de la Minerve, à Rome, que sculpta Gian Lorenzo Bernini, un éléphant dans le marbre, surmonté également d'un obélisque.

## L'éléphant et la ville
Il n'existe pas de données claires sur le moment et par qui a été faite la statue de l'éléphant. Au cours des siècles, différents spécialistes ont tenté de répondre à cette question, dans certains cas ils se réfèrent également à une légende. Toutefois, il est maintenant admis que l'interprétation a été donnée par le géographe Al Idrissi pendant son voyage en Sicile au XIIe siècle. Il a indiqué que le peuple de Catane a examiné la statue d'éléphant magique, capable de protéger la ville des éruptions de l'Etna. Toujours selon le géographe arabe, la statue a été construite pendant la domination carthaginoise.
Le lien entre Catane et l'éléphant est assurément très ancien. Une légende ancienne raconte l'histoire d'un éléphant qui a chassé des animaux sauvages au cours de la fondation de Kατάvη par les Grecs. Sous la domination arabe, la ville était connue sous le nom de Balad el-Fil ou Medinat el-Fil, c'est-à-dire « ville de l'éléphant. »
Celui-ci est devenu le symbole officiel de la ville en 1239.

## Sources
- (it) Cet article est partiellement ou en totalité issu de l’article de Wikipédia en italien intitulé « Fontana dell'Elefante » (voir la liste des auteurs).